# Crepidolomus
Crepidolomus is een geslacht van kevers uit de familie van de loopkevers (Carabidae). De wetenschappelijke naam van het geslacht is voor het eerst geldig gepubliceerd in 1959 door Basilewsky.

## Soorten
Het geslacht Crepidolomus omvat de volgende soorten:
- Crepidolomus descarpentriesi Mateu, 1986
- Crepidolomus extimus (Jeannel, 1955)